# Mistrzostwa Świata w Lekkoatletyce 2019 – sztafeta 4 × 100 m mężczyzn
Sztafeta 4 × 100 m mężczyzn – jedna z konkurencji biegowych rozgrywanych podczas lekkoatletycznych mistrzostw świata na Stadionie Międzynarodowym Chalifa w Dosze.

## Terminarz
| Data           | Godzina |            |
| -------------- | ------- | ---------- |
| 4 października | 21:05   | Eliminacje |
| 5 października | 22:15   | Finał      |

## Rekordy
Tabela prezentuje rekord świata, rekordy poszczególnych kontynentów, mistrzostw świata, a także najlepszy rezultat na świecie w sezonie 2019 przed rozpoczęciem mistrzostw.
|                            | Zawodnik                                                                                   | Wynik | Miejsce        | Data                  |
| -------------------------- | ------------------------------------------------------------------------------------------ | ----- | -------------- | --------------------- |
| Rekord świata              | Jamajka · (Nesta Carter, Michael Frater, Yohan Blake, Usain Bolt)                          | 36,84 | Londyn         | 11 sierpnia 2012(dts) |
| Listy światowe             | Wielka Brytania · (Chijindu Ujah, Zharnel Hughes, Richard Kilty, Nethaneel Mitchell-Blake) | 37,60 | Londyn         | 21 lipca 2019(dts)    |
| Rekord mistrzostw świata   | Jamajka · (Nesta Carter, Michael Frater, Yohan Blake, Usain Bolt)                          | 37,04 | Daegu          | 4 września 2011(dts)  |
| Rekord Afryki              | Niger · (Osmond Ezinwa, Olapade Adeniken, Francis Obikwelu, Davidson Ezinwa)               | 37,94 | Ateny          | 9 sierpnia 1997(dts)  |
| Rekord Ameryki Południowej | Brazylia · (Vicente de Lima, Édson Ribeiro, André da Silva, Claudinei da Silva)            | 37,90 | Sydney         | 30 września 2000(dts) |
| Rekord Ameryki Północnej   | Jamajka · (Nesta Carter, Michael Frater, Yohan Blake, Usain Bolt)                          | 36,84 | Londyn         | 11 sierpnia 2012(dts) |
| Rekord Australii i Oceanii | Australia · (Paul Henderson, Tim Jackson, Steve Brimacombe, Damien Marsh)                  | 38,17 | Göteborg       | 12 sierpnia 1995(dts) |
| Rekord Australii i Oceanii | Australia · (Anthony Alozie, Isaac Ntiamoah, Andrew McCabe, Josh Ross)                     | 38,17 | Londyn         | 10 sierpnia 2012(dts) |
| Rekord Azji                | Japonia · (Ryōta Yamagata, Shōta Iizuka, Yoshihide Kiryū, Asuka Cambridge)                 | 37,60 | Rio de Janeiro | 19 sierpnia 2016(dts) |
| Rekord Europy              | Wielka Brytania · (Chijindu Ujah, Adam Gemili, Daniel Talbot, Nethaneel Mitchell-Blake)    | 37,47 | Londyn         | 12 sierpnia 2017(dts) |

## Wyniki

### Eliminacje
Awans: 3 najlepsze sztafety z każdego biegu (Q) oraz 2 z najlepszymi czasami wśród przegranych (q). Źródło: iaaf.org.
| Pozycja | Bieg | Tor | Państwo                  | Zawodnicy                                                                           | Czas  | Uwagi    |
| ------- | ---- | --- | ------------------------ | ----------------------------------------------------------------------------------- | ----- | -------- |
| 1.      | 1    | 6   | Wielka Brytania          | Adam Gemili, Zharnel Hughes, Richard Kilty, Nethaneel Mitchell-Blake                | 37,56 | Q,       |
| 2.      | 2    | 4   | Południowa Afryka        | Thando Dlodlo, Simon Magakwe, Clarence Munyai, Akani Simbine                        | 37,65 | Q,       |
| 3.      | 2    | 5   | Japonia                  | Yūki Koike, Kirara Shiraishi, Yoshihide Kiryū, Abdul Hakim Sani Brown               | 37,78 | Q,       |
| 4.      | 2    | 9   | Chińska Republika Ludowa | Su Bingtian, Xu Zhouzheng, Wu Zhiqiang, Xie Zhenye                                  | 37,79 | Q,       |
| 5.      | 2    | 6   | Francja                  | Amaury Golitin, Jimmy Vicaut, Méba-Mickaël Zézé, Mouhamadou Fall                    | 37,88 | q,       |
| 6.      | 1    | 2   | Brazylia                 | Rodrigo do Nascimento, Vítor Hugo dos Santos, Derick Silva, Paulo André de Oliveira | 37,90 | Q,       |
| 7.      | 2    | 3   | Holandia                 | Joris van Gool, Taymir Burnet, Hensley Paulina, Churandy Martina                    | 37,91 | q,       |
| 8.      | 2    | 2   | Kanada                   | Gavin Smellie, Aaron Brown, Brendon Rodney, Andre De Grasse                         | 37,91 | SB       |
| 9.      | 1    | 5   | Stany Zjednoczone        | Christian Coleman, Justin Gatlin, Michael Rodgers, Cravon Gillespie                 | 38,03 | Q,       |
| 10.     | 1    | 4   | Włochy                   | Federico Cattaneo, Marcell Jacobs, Davide Manenti, Filippo Tortu                    | 38,11 | NR       |
| 11.     | 1    | 7   | Jamajka                  | Oshane Bailey, Yohan Blake, Rasheed Dwyer, Tyquendo Tracey                          | 38,15 | SB       |
| 12.     | 2    | 7   | Niemcy                   | Julian Reus, Joshua Hartmann, Roy Schmidt, Marvin Schulte                           | 38,24 | SB       |
| 13.     | 1    | 8   | Ghana                    | Sean Safo-Antwi, Benjamin Azamati-Kwaku, Martin Owusu-Antwi, Joseph Amoah           | 38,24 | SB       |
| -       | 1    | 3   | Turcja                   | Kayhan Özer, Jak Ali Harvey, Emre Zafer Barnes, Ramil Guliyev                       | DSQ   | 170.7    |
| -       | 2    | 8   | Nigeria                  | Enoch Adegoke, Usheoritse Itsekiri, Ogho-Oghene Egwero, Seye Ogunlewe               | DSQ   | 163.3(a) |
| -       | 1    | 9   | Katar                    |                                                                                     | DNS   |          |

### Finał
Źródło: iaaf.org.
| Pozycja | Tor | Państwo                  | Zawodnicy                                                                           | Czas  | Uwagi |
| ------- | --- | ------------------------ | ----------------------------------------------------------------------------------- | ----- | ----- |
| 01 !    | 8   | Stany Zjednoczone        | Christian Coleman, Justin Gatlin, Michael Rodgers, Noah Lyles                       | 37,10 | WL    |
| 02 !    | 7   | Wielka Brytania          | Adam Gemili, Zharnel Hughes, Richard Kilty, Nethaneel Mitchell-Blake                | 37,36 | ER    |
| 03 !    | 4   | Japonia                  | Shūhei Tada, Kirara Shiraishi, Yoshihide Kiryū, Abdul Hakim Sani Brown              | 37,43 | AS    |
| 4.      | 6   | Brazylia                 | Rodrigo do Nascimento, Vítor Hugo dos Santos, Derick Silva, Paulo André de Oliveira | 37,72 | SA    |
| 5.      | 5   | Południowa Afryka        | Thando Dlodlo, Simon Magakwe, Clarence Munyai, Akani Simbine                        | 37,73 |       |
| 6.      | 9   | Chińska Republika Ludowa | Su Bingtian, Xu Zhouzheng, Wu Zhiqiang, Bie Ge                                      | 38,07 |       |
| -       | 2   | Francja                  | Amaury Golitin, Jimmy Vicaut, Méba-Mickaël Zézé, Christophe Lemaitre                | DNF   |       |
| -       | 3   | Holandia                 | Joris van Gool, Taymir Burnet, Hensley Paulina, Churandy Martina                    | DSQ   | 170.7 |